# Efekt Siuniajewa-Zeldowicza
Efekt Siuniajewa-Zeldowicza – efekt zachodzący w wyniku rozpraszania fotonów kosmicznego promieniowania tła na wysokoenergetycznych elektronach w odwrotnym procesie Comptona. Wskutek tego rozpraszania fotony uzyskują dodatkową energię. Obserwując zmiany w widmie energetycznym mikrofalowego promieniowania tła uzyskuje się informację na temat rozkładu gorącego gazu w gromadach galaktyk.
Wyróżnia się dwa rodzaje efektu S-Z: termiczny i kinematyczny. W pierwszym wypadku elektrony w gorącym gazie wypełniającym gromady galaktyk mają rozkład termiczny. W drugim wypadku ich energia związana jest z systematycznym ruchem.
Efekt został przewidziany teoretycznie w roku 1970 przez Raszyda Siuniajewa i Jakowa Zeldowicza, a badania podsumowano w ich pracy przeglądowej. Obecnie efekt bada się obserwacyjnie dzięki danym o rozkładzie fluktuacji mikrofalowego promieniowania tła, zebranym przez satelity WMAP i Planck.